# Xishan (Wuxi)
Der Stadtbezirk Xishan (chinesisch 锡山区, Pinyin Xīshān Qū) ist ein chinesischer Stadtbezirk, der zum Verwaltungsgebiet der bezirksfreien Stadt Wuxi in der chinesischen Provinz Jiangsu gehört. Er hat eine Fläche von 396,8 km² und zählt 681.413 Einwohner (Stand: Zensus 2010).

## Administrative Gliederung
Auf Gemeindeebene setzt sich der Stadtbezirk aus einem Straßenviertel und sechs Großgemeinden zusammen. 